# Oresbius ciliatus
Oresbius ciliatus är en stekelart som först beskrevs av Henry Keith Townes, Jr. 1962.  Oresbius ciliatus ingår i släktet Oresbius och familjen brokparasitsteklar. Inga underarter finns listade i Catalogue of Life.